# أولاد سيدة (طايفة)
أولاد سيدة هي إحدى مشيخات المملكة المغربية، تتبع جغرافيا لإقليم تازة وإداريًا لطايفة. يقدر عدد سكانها بـ 1199 نسمة حسب الإحصاء الرسمي للسكان والسكنى لسنة 2004.